# Can Vernedes
Can Vernedes és una masia gòtica al terme de Santa Maria de Palautordera (al Vallès Oriental) inclosa a l'Inventari del Patrimoni Arquitectònic de Catalunya.

## Arquitectura
Masia orientada a l'est. Coberta a dues vessants. Consta de planta baixa i pis. A l'esquerra de la façana hi ha un cobert.
La porta principal és dovellada. La finestra de la seva dreta és gòtica, lobulada i amb dos caps. Està decorada amb relleus i dues impostes.
Les tres finestres del pis són de pedra i semi-arquejades.

## Història
Masia que participava d'un rec (possiblement construït pels monjos de l'Orde del Temple) que venia de Mosqueroles i permetia regar, també, a les masies veïnes de Ca l'Auleda, i Can Balmes.
Possiblement la masia ja existia al segle xii, donat que els Templers tenen possessions documentades a Palautordera des de 1176.